# Ilia Konovalov (hockey sur glace)
Pour les articles homonymes, voir Ilia Konovalov et Konovalov.
Ilia Guennadievitch Konovalov  - en russe : Илья Геннадиевич Коновалов et en anglais : Ilya Konovalov - (né le 13 juillet 1998 à Iaroslavl en Russie) est un joueur professionnel russe de hockey sur glace. Il évolue au poste de gardien de but.

## Biographie

### Carrière en club
Formé au Lokomotiv Iaroslavl, il entame sa carrière en junior avec le Loko dans la MHL à partir de la saison 2014-2015. Il remporte la Coupe Kharlamov 2016 et 2018 avec le Loko. Lors du repêchage d'entrée dans la LNH 2019, il est choisi au troisième tour, à la quatre-vingt-cinquième position au total par les Oilers d'Edmonton. En 2017, il découvre la KHL avec le Lokomotiv. En 2021, il part en Amérique du Nord. Il est assigné aux Condors de Bakersfield, club ferme des Oilers dans la Ligue américaine de hockey.
En 2022, il signe au HK Dinamo Moscou. Le 17 janvier 2023, il inscrit un but en cage vide lors d'une victoire 6-4 face au Torpedo Nijni Novgorod.

### Carrière internationale
Il représente la Russie au niveau international. 

## Trophées et honneurs personnels

### MHL
- 2018 : nommé meilleur joueur des séries éliminatoires.

### KHL
- 2019 : remporte le trophée Alekseï Tcherepanov de la meilleure recrue.
- 2020 : participe au match des étoiles.